# 日本思想大系
日本思想大系（にほんしそうたいけい）は、1970年から1982年にかけ、岩波書店で刊行された叢書。全67巻。

## 概要
前近代（飛鳥時代より幕末期まで）における日本の主だった思想著作を集成している。巻構成は著者別を中心に、テーマ別にまとめた巻も多く含まれている。
編集委員は家永三郎、石母田正、井上光貞、相良亨、中村幸彦、尾藤正英、丸山真男、吉川幸次郎。
先行の『日本古典文学大系』の姉妹編（思想関連著作の収録を目的）に位置づけられており、判型も同一である。後継企画として1988年以降に、この叢書に収録されなかった近代初期（幕末明治期）の思想史的文献を、主題別にまとめ『日本近代思想大系』を刊行、1992年に完結している。

## 内容
| 通号 | タイトル                                       | 出版       | 当該巻の校注                        | 備考 |
| ---- | ---------------------------------------------- | ---------- | ----------------------------------- | --- |
| 1    | 古事記                                         | 1982年2月  | 青木和夫 石母田正 小林芳規 佐伯有清 | |
| 2    | 聖徳太子集                                     | 1975年4月  | 家永三郎 築島裕                     | 憲法十七条 上宮聖徳法王帝説 |
| 2    | 聖徳太子集                                     | 1975年4月  | 早島鏡正 築島裕                     | 勝鬘経義疏 |
| 3    | 律令                                           | 1976年12月 | 井上光貞 関晃 土田直鎭 青木和夫     | |
| 4    | 最澄                                           | 1974年5月  | 安藤俊雄 薗田香融                   | 顕戒論 顕戒論を上るの表 顕戒論縁起 山家学生式 守護国界章 決権実論 |
| 5    | 空海                                           | 1975年3月  | 川崎庸之                            | 秘密曼荼羅十住心論 |
| 6    | 源信                                           | 1970年9月  | 石田瑞麿                            | 往生要集 |
| 7    | 往生伝 法華験記                                | 1974年9月  | 大曽根章介                          | 慶滋保胤「日本往生極楽記」 鎮源「大日本国法華経験記」 大江匡房「続本朝往生伝」「本朝神仙伝」 三善為康「拾遺往生伝」 |
| 8    | 古代政治社会思想                               | 1979年3月  | 今井宇三郎                          | 「遷都平城詔」 吉備真備「乞骸骨表」 三善清行「革命勘文」 |
| 8    | 古代政治社会思想                               | 1979年3月  | 家永三郎                            | 「造立盧舎那仏詔」 藤原広業「法成寺金堂供養願文」 |
| 8    | 古代政治社会思想                               | 1979年3月  | 大曽根章介                          | 藤原仲麻呂「貞恵伝」 延慶「武智麻呂伝」 「私教類聚」 「藤原保則伝」 宇多天皇「寛平御遺誡」 九条師輔「九条右丞相遺誡」 「菅家遺誡」 藤原明衡「新猿楽記」 大江匡房「遊女記」「傀儡子記」「暮年記」「狐媚記」 藤原敦光「勘申」 「陸奥話記」 |
| 8    | 古代政治社会思想                               | 1979年3月  | 竹内理三                            | 「意見十二箇条」 「将門記」 「尾張国郡司百姓等解」 |
| 9    | 天台本覚論                                     | 1973年1月  | 浅井円道                            | 伝最澄「本理大綱集」「天台法華宗牛頭法門要纂」「修禅寺決」 |
| 9    | 天台本覚論                                     | 1973年1月  | 田村芳朗                            | 伝良源「本覚讃 註本覚讃」 伝源信「本覚讃釈」「真如観」 「三十四箇事書」 |
| 9    | 天台本覚論                                     | 1973年1月  | 大久保良順                          | 伝忠尋「漢光類聚」 |
| 9    | 天台本覚論                                     | 1973年1月  | 多田厚隆                            | 心賀「相伝法門見聞」 |
| 10   | 法然 一遍                                      | 1971年1月  | 大橋俊雄                            | 法然「往生要集釈」「三部経大意」「無量寿経釈」「選択本願念仏集」「一枚起請文」「消息文」「七箇条制誡」 一遍「一遍上人語録」「播州法語集」 |
| 11   | 親鸞                                           | 1971年4月  | 星野元豊 石田充之 家永三郎          | 教行信証 |
| 12   | 道元（上）                                     | 1970年5月  | 寺田透 水野弥穂子                   | 弁道話 正法眼蔵 |
| 13   | 道元（下）                                     | 1972年2月  | 寺田透 水野弥穂子                   | 正法眼蔵 |
| 14   | 日蓮                                           | 1970年12月 | 戸頃重基 高木豊                     | 守護国家論 顕謗法抄 南条兵衛七郎殿御書 法花題目抄 金吾殿御返事 転重軽受法門 観心本尊抄 如説修行鈔 顕仏未来記 富木殿御書 法花取要抄 可延定業御書 撰時抄 忘持経事 報恩抄 四信五品抄 下山抄 本尊問答抄 諌暁八幡抄 問題篇 色心二法事 三大秘法抄 小蒙古御書 承久合戦之間事 |
| 15   | 鎌倉旧仏教                                     | 1971年11月 | 鎌田茂雄                            | 貞慶「解脱上人戒律興行願書」「愚迷発心集」 良遍「法相二巻抄」 証定「禅宗綱目」 凝然「華厳法界義鏡」 |
| 15   | 鎌倉旧仏教                                     | 1971年11月 | 田中久夫                            | 「興福寺奏状」 高弁「摧邪輪 巻上」「却癈忘記」（長円記） 叡尊「興正菩薩御教誡聴聞集」 |
| 16   | 中世禅家の思想                                 | 1972年10月 | 柳田聖山                            | 明奄栄西「興禅護国論」 |
| 16   | 中世禅家の思想                                 | 1972年10月 | 入矢義高                            | 中巌円月「中正子」 |
| 16   | 中世禅家の思想                                 | 1972年10月 | 市川白弦                            | 抜隊得勝「塩山和泥合水集」 一休宗純「狂雲集」 |
| 17   | 蓮如 一向一揆                                  | 1972年9月  | 笠原一男                            | 蓮如 御文（御文章） 参州一向宗乱記 |
| 17   | 蓮如 一向一揆                                  | 1972年9月  | 井上鋭夫                            | 蓮如上人御一代聞書 一向一揆 明誓「本福寺跡書」 竹松隼人覚書 賢会書状 |
| 17   | 蓮如 一向一揆                                  | 1972年9月  | 井上鋭夫 大桑斉                     | 官知論 |
| 17   | 蓮如 一向一揆                                  | 1972年9月  | 井上鋭夫 桑原浩然 藤木久志          | 朝倉始末記 賀越闘諍記 越州軍記 |
| 18   | おもろさうし                                   | 1972年12月 | 外間守善 西郷信綱                   | |
| 19   | 中世神道論                                     | 1977年5月  | 大隅和雄                            | 倭姫命世記 中臣祓訓解 大和葛城宝山記 天地麗気記 類聚神祇本源（抄） 旧事本紀玄義（抄） 諸神本懐集 唯一神道名法要集 |
| 20   | 寺社縁起                                       | 1975年12月 | 桜井徳太郎                          | 元興寺伽藍縁起 信貴山縁起 当麻曼荼羅縁起 粉河寺縁起 本浄山羽賀寺縁起 朝熊山縁起 諸山縁起 |
| 20   | 寺社縁起                                       | 1975年12月 | 萩原龍夫                            | 北野天神縁起 八幡愚童訓 日光山縁起 |
| 20   | 寺社縁起                                       | 1975年12月 | 宮田登                              | 白山之記 六郷開山仁聞大菩薩本紀 |
| 21   | 中世政治社会思想（上）                         | 1972年12月 | 笠松宏至                            | 御成敗式目付北条泰時消息 追加法 室町幕府法 |
| 21   | 中世政治社会思想（上）                         | 1972年12月 | 石井進                              | 武家家法 宗像氏事書 北条重時家訓 北条実時家訓 朝倉英林壁書 早雲寺殿廿一箇条 毛利元就書状 渋谷定心置文他 山内一族一揆契約状他 竹崎季長絵詞 |
| 21   | 中世政治社会思想（上）                         | 1972年12月 | 勝俣鎮夫                            | 相良氏法度 今川仮名目録 塵芥集 六角氏式目 |
| 21   | 中世政治社会思想（上）                         | 1972年12月 | 佐藤進一                            | 結城氏新法度 |
| 22   | 中世政治社会思想（下）                         | 1981年2月  | 笠松宏至 佐藤進一                   | 公家思想 |
| 22   | 中世政治社会思想（下）                         | 1981年2月  | 百瀬今朝雄 佐藤進一                 | 庶民思想 |
| 23   | 古代中世芸術論                                 | 1973年10月 | 植木行宣                            | 教訓抄 |
| 23   | 古代中世芸術論                                 | 1973年10月 | 守屋毅                              | 洛陽田楽記 |
| 23   | 古代中世芸術論                                 | 1973年10月 | 林屋辰三郎                          | 作庭記 |
| 23   | 古代中世芸術論                                 | 1973年10月 | 赤井達郎                            | 入木抄 等伯画説 |
| 23   | 古代中世芸術論                                 | 1973年10月 | 島津忠夫                            | 古来風躰抄 老のくりごと ひとりごと |
| 23   | 古代中世芸術論                                 | 1973年10月 | 北川忠彦                            | 無名草子 禅鳳雑談 わらんべ草 |
| 23   | 古代中世芸術論                                 | 1973年10月 | 赤井達郎 村井康彦                   | 君台観左右帳記 専応口伝 |
| 23   | 古代中世芸術論                                 | 1973年10月 | 村井康彦                            | 珠光心の文 |
| 23   | 古代中世芸術論                                 | 1973年10月 | 中村保雄                            | 八帖花伝書 |
| 24   | 世阿弥 禅竹                                    | 1974年4月  | 加藤周一 表章                       | 世阿弥「風姿花伝」「花習内抜書（能序破急事）」「音曲口伝（音曲声出口伝）」「花鏡」「至花道」「二曲三体人形図」「三道」「曲付次第」「風曲集」「遊楽習道風見」「五位」「九位」「六義」「拾玉得花」「五音曲条々」「五音」「習道書」「夢跡一紙」「却来華」「金島書」「世子六十以後申楽談儀（申楽談儀）」「金春大夫宛書状」 禅竹「六輪一露之記（付二花一輪）」「六輪一露之記注」「歌舞髄脳記」「五音三曲集」「幽玄三輪」「六輪一露秘注（文正本・寛正本）」「明宿集」「至道要抄」                                                                            |
| 25   | キリシタン書 排耶書                            | 1970年10月 | H. チースリク 土井忠生 大塚光信     | どちりいな・きりしたん 病者を扶くる心得 サカラメンタ提要付録 御パシヨンの観念 丸血留の道 |
| 25   | キリシタン書 排耶書                            | 1970年10月 | 海老沢有道                          | 仏法之次第略抜書 妙貞問答 排耶蘇 排吉利支丹文 破提宇子 破吉利支丹 対治邪執論 |
| 25   | キリシタン書 排耶書                            | 1970年10月 | 片岡弥吉                            | こんちりさんのりやく |
| 25   | キリシタン書 排耶書                            | 1970年10月 | 田北耕也                            | 天地始之事 |
| 26   | 三河物語 葉隠                                  | 1974年6月  | 斎木一馬 岡山泰四                   | 大久保忠教「三河物語」 |
| 26   | 三河物語 葉隠                                  | 1974年6月  | 相良亨 佐藤正英                     | 山本常朝「葉隠」 |
| 27   | 近世武家思想                                   | 1974年11月 | 石井紫郎                            | 家訓 黒田長政遺言 板倉重矩遺言 内藤義泰家訓 酒井家教令 島津綱貴教訓 明君家訓 貞丈家訓 明訓一斑抄 室鳩巣著「多門伝八郎覚書」「堀部武庸筆記」「赤穂義人録」 林鳳岡「復讐論」 佐藤直方ほか「四十六士論」 浅見絅斎「四十六士論」 荻生徂徠「四十七士論」 太宰春台「赤穂四十六士論」 松宮観山「読四十六士論」 五井蘭洲「駁太宰純赤穂四十六士論」 横井也有「野夫談」 伊勢貞丈「浅野家忠臣」 伊奈忠賢「四十六士論」 平山兵原「赤穂義士報讐論」 |
| 28   | 藤原惺窩 林羅山                                | 1975年9月  | 金谷治                              | 藤原惺窩「寸鉄録」「大学要略」「惺窩先生文集（抄）」 |
| 28   | 藤原惺窩 林羅山                                | 1975年9月  | 石田一良                            | 林羅山「春鑑抄」「三徳抄」「羅山先生文集（抄）」 |
| 28   | 藤原惺窩 林羅山                                | 1975年9月  | 石毛忠                              | 「仮名性理」「心学五倫書（参考）」 「本佐録」 |
| 28   | 藤原惺窩 林羅山                                | 1975年9月  | 玉懸博之                            | 松永尺五「彝倫抄」 小瀬甫庵「童蒙先習」 |
| 29   | 中江藤樹                                       | 1974年7月  | 山井湧                              | 文集（二編） |
| 29   | 中江藤樹                                       | 1974年7月  | 山下龍二                            | 安昌弑玄同論 林氏剃髪受位弁 翁問答 |
| 29   | 中江藤樹                                       | 1974年7月  | 加地伸行                            | 孝経啓蒙 |
| 29   | 中江藤樹                                       | 1974年7月  | 尾藤正英                            | 藤樹先生年譜 |
| 30   | 熊沢蕃山                                       | 1971年7月  | 後藤陽一 友枝龍太郎                 | 集義和書 集義和書（補） 大学或問 |
| 31   | 山崎闇斎学派                                   | 1980年3月  | 西順蔵 阿部隆一 丸山真男            | 山崎闇斎「大学垂加先生講義」 山崎闇斎、遊佐木斎「本然気質性講説」 山崎闇斎「敬斎箴」「敬斎箴講義」 佐藤直方「闇斎敬斎箴講説」「敬説筆記」 浅見絅斎「直方敬斎箴講義」「絅斎先生敬斎箴講義」 三宅尚斎「敬斎箴筆記」 山崎闇斎「拘幽操」 浅見絅斎「拘幽操附録」 佐藤直方、丹下元周「拘幽操弁」 佐藤直方・三宅尚斎「湯武論」 浅見絅斎、若林強斎「拘幽操師説」 三宅尚斎「拘幽操筆記」 山崎闇斎「仁説問答」 浅見絅斎、若林強斎「仁説問答師説」 浅見絅斎「絅斎先生仁義礼智筆記」「箚録・中国弁」 佐藤直方「中国論集・学談雑録」 若林強斎、山口春水「雑話筆記」 |
| 32   | 山鹿素行                                       | 1970年8月  | 田原嗣郎 守本順一郎                 | 聖教要録 山鹿語類巻第21 山鹿語類巻第33 山鹿語類巻第41 配所残筆 |
| 33   | 伊藤仁斎 伊藤東涯                              | 1971年10月 | 清水茂                              | 伊藤仁斎「語孟字義」「古学先生文集」 伊藤東涯「古今学変」 |
| 34   | 貝原益軒 室鳩巣                                | 1970年11月 | 荒木見悟 井上忠                     | 貝原益軒「大疑録」「五常訓」「書簡」 室鳩巣「書簡」「読続大意録」「遊佐木斎書簡」 |
| 35   | 新井白石                                       | 1975年7月  | 松村明                              | 西洋紀聞 東雅（抄） 白石先生手翰（新室手簡） |
| 35   | 新井白石                                       | 1975年7月  | 友枝龍太郎                          | 鬼神論 |
| 35   | 新井白石                                       | 1975年7月  | 益田宗                              | 読史余論（公武治乱考） |
| 36   | 荻生徂徠                                       | 1973年4月  | 西田太一郎                          | 弁道 弁名 学則 |
| 36   | 荻生徂徠                                       | 1973年4月  | 辻達也                              | 政談 |
| 36   | 荻生徂徠                                       | 1973年4月  | 丸山真男                            | 太平策 |
| 36   | 荻生徂徠                                       | 1973年4月  | 西田太一郎                          | 徂徠集 |
| 37   | 徂徠学派                                       | 1972年4月  | 尾藤正英 頼惟勤                     | 太宰春台「経済録（抄）」「経済録拾遺」 |
| 37   | 徂徠学派                                       | 1972年4月  | 頼惟勤                              | 太宰春台「聖学問答」 |
| 37   | 徂徠学派                                       | 1972年4月  | 頼惟勤 黒沢秀子 渡辺靖子            | 太宰春台「斥非」「斥非附録」 |
| 37   | 徂徠学派                                       | 1972年4月  | 日野龍夫                            | 服部南郭「南郭先生文集（抄）」 |
| 37   | 徂徠学派                                       | 1972年4月  | 頼惟勤 中原誠子                     | 尾藤二洲「素餐録」 |
| 37   | 徂徠学派                                       | 1972年4月  | 頼惟勤 磯安代                       | 尾藤二洲「正学指掌」 |
| 37   | 徂徠学派                                       | 1972年4月  | 頼惟勤 磯安代 保科栄子              | 薮孤山「崇孟」 |
| 37   | 徂徠学派                                       | 1972年4月  | 頼惟勤 黒沢秀子 中原誠子 野坂節子   | 亀井昭陽「読弁道」 |
| 38   | 近世政道論                                     | 1976年5月  | 奈良本辰也                          | 伝本多正信「治国家根元」 本多忠勝「本多平八郎聞書」 池田光政「池田光政日記（抄）」 大月履斎「燕居偶筆」 伝徳川吉宗「紀州政事草」 徳川宗春「温知政要」 人見桼「人見弥右衛門上書」 林子平「富国建議」 上杉治憲「伝国の詞（他）」 松平定信「政語」 広瀬淡窓「迂言」 井伊直弼「茶道の政道の助となるべきを論へる文」 吉田東洋「時事五箇条」 真木保臣「経緯愚説」 渋井太室「世の手本」 山県大弐「柳子新論」 |
| 39   | 近世神道論 前期国学                            | 1972年7月  | 平重道                              | 林羅山「神道伝授」 吉川惟足「玉伝秘訣」「土金之秘訣」「君道伝」「神籬磐境之大事」 度会延佳「陽復記」 山崎闇斎「垂加社語」「持授抄」 増穂残口「神路手引草」 藤塚知直「恭軒先生初会記」 松岡雄淵「神道学則日本魂」 |
| 39   | 近世神道論 前期国学                            | 1972年7月  | 阿部秋生                            | 山崎闇斎「神代巻講義」 戸田茂睡「寛文五年文詞」「梨本集序」「梨本書」 契沖「雑説（抄）万葉代匠記総釈」 荷田春満「創学校啓」「創学校啓草稿本」 賀茂真淵「文意考」「歌意考」「迩飛麻那微」「国意考」「語意考」「書意」 安藤為章「紫家七論」 村田春海「和学大概」 |
| 40   | 本居宣長                                       | 1978年1月  | 吉川幸次郎 佐竹昭広 日野龍夫        | 玉勝間 うひ山ぶみ |
| 41   | 三浦梅園                                       | 1982年5月  | 島田虔次 田口正治                   | 玄語 |
| 42   | 石門心学                                       | 1971年2月  | 柴田実                              | 石田梅岩「倹約斉家論」「石田先生語録（抄）」「莫妄想」 手島堵庵「坐談随筆」「知心弁疑」「児女ねむりさまし」「前訓」「会友大旨」 上河淇水「心学承伝之図・聖賢証語国字解序」 中沢道二「道二翁道話」 柴田鳩翁「鳩翁道話」 布施松翁「松翁ひとり言」 鎌田柳泓「朱学弁」「心学五則」「理学秘訣」「心学奥の桟」 |
| 43   | 富永仲基 山片蟠桃                              | 1973年8月  | 水田紀久                            | 富永仲基「出定後語」 |
| 43   | 富永仲基 山片蟠桃                              | 1973年8月  | 有坂隆道                            | 山片蟠桃「夢ノ代」 |
| 44   | 本多利明 海保青陵                              | 1970年6月  | 塚谷晃弘                            | 本多利明「経世秘策」「西域物語」「交易論」 |
| 44   | 本多利明 海保青陵                              | 1970年6月  | 蔵並省自                            | 海保青陵「稽古談」「新墾談」 |
| 45   | 安藤昌益 佐藤信淵                              | 1977年12月 | 尾藤正英 島崎隆夫                   | 安藤昌益「自然真営道」「稿本自然真営道（抄）」「掠職手記」「石碑銘」 佐藤信淵「天柱記」「混同秘策―附泉原法略説」「垂統秘録」「経済要略」 |
| 46   | 佐藤一斎 大塩中斎                              | 1980年5月  | 相良亨 溝口雄三                     | 佐藤一斎「言志録 言志後録 言志晩録 言志耋録」 |
| 46   | 佐藤一斎 大塩中斎                              | 1980年5月  | 福永光司                            | 大塩中斎「洗心洞箚記」「一斎佐藤氏に寄する書」 |
| 47   | 近世後期儒家集                                 | 1972年3月  | 中村幸彦                            | 細井平洲「嚶鳴館遺草（抄）」「平洲先生諸民江教諭書取」 中井竹山「非徴（総非）」「与今村泰行論国事」「経済要語」 皆川淇園「問学挙要」 塚田大峯「聖道得門」 |
| 47   | 近世後期儒家集                                 | 1972年3月  | 岡田武彦                            | 帆足万里「入学新論」 広瀬淡窓「約言」 安井息軒「弁妄」 大橋訥菴「書簡」 池田草菴「鳴鶴相和集」 |
| 48   | 近世史論集                                     | 1974年1月  | 小倉芳彦                            | 安積澹泊「大日本史賛薮」 栗山潜鋒「保建大記」 |
| 48   | 近世史論集                                     | 1974年1月  | 鈴木英雄                            | 伊達千広「大勢三転考」 |
| 49   | 頼山陽                                         | 1977年10月 | 植手通有                            | 日本政記 国朝政紀稿本の後に書す（跋） |
| 50   | 平田篤胤 伴信友 大国隆正                       | 1973年9月  | 田原嗣郎                            | 平田篤胤「霊の真柱」「新鬼神論」 服部中庸「三大考」 |
| 50   | 平田篤胤 伴信友 大国隆正                       | 1973年9月  | 関晃 佐伯有清                       | 伴信友「長等の山風」 |
| 50   | 平田篤胤 伴信友 大国隆正                       | 1973年9月  | 芳賀登 佐伯有清                     | 大国隆正「本学挙要」「学統弁論」「新真公法論并附録」 |
| 51   | 国学運動の思想                                 | 1971年3月  | 芳賀登 松本三之介                   | 生田万「岩にむす苔」 橘守部「待問雑記」 和泉真国「明道書」 六人部是香「産須那社古伝抄」 鈴木重胤「世継草」 桂誉重「済生要略」 宮負定雄「国益本論」 内嘉長「遠山毘古」 鈴木朖「離屋学訓」 長野義言「沢能根世利」 伴林光平「園能池水」 竹尾正胤「大帝国論」 角田忠行「古史略」 矢野玄道「献芹詹語」 |
| 52   | 二宮尊徳 大原幽学                              | 1973年5月  | 奈良本辰也                          | 二宮尊徳「三才報徳金毛録仕法四種」「二宮翁夜話」 |
| 52   | 二宮尊徳 大原幽学                              | 1973年5月  | 中井信彦                            | 大原幽学「微味幽玄考」「義論集」 |
| 53   | 水戸学                                         | 1973年4月  | 今井宇三郎 瀬谷義彦 尾藤正英        | 藤田幽谷「正名論」「校正局諸学士に与ふるの書」「丁巳封事」 会沢正志斎「新論」 藤田東湖「壬辰封事」 豊田天功「中興新書」 徳川斉昭「告志篇」「弘道館記」 会沢正志斎「退食間話」 藤田東湖「弘道館記述義」 豊田天功「防海新策」 会沢正志斎「人臣去就説」「時務策」 |
| 54   | 吉田松陰                                       | 1978年11月 | 吉田常吉 藤田省三 西田太一郎        | 書簡 西遊日記 東北遊日記 回顧録 江戸獄記 狂夫の言 囚室雑論 |
| 55   | 渡辺崋山 高野長英 佐久間象山 横井小楠 橋本左内 | 1971年6月  | 佐藤昌介                            | 渡辺崋山「外国事情書」「再稿西洋事情書」「初稿西洋事情書」「慎機論」「鴃舌小記」「鴃舌或問」「退役願書之稿」「崋山書簡付遺書」 高野長英「戊戌夢物語」「わすれがたみ」「蛮社遭厄小記」「西洋学師ノ説」「西説医原枢要（抄）」 |
| 55   | 渡辺崋山 高野長英 佐久間象山 横井小楠 橋本左内 | 1971年6月  | 植手通有                            | 佐久間象山「省諐録」「上書」「象山書簡」「雑纂」 |
| 55   | 渡辺崋山 高野長英 佐久間象山 横井小楠 橋本左内 | 1971年6月  | 山口宗之                            | 横井小楠「意見書」「小楠書簡」「談話筆記」 橋本左内「啓発録」「意見書」「左内書簡」「雑纂」 |
| 56   | 幕末政治論集                                   | 1976年4月  | 吉田常吉 佐藤誠三郎                 | 徳川斉昭十条五事建議書ほか130編 |
| 57   | 近世仏教の思想                                 | 1973年6月  | 柏原祐泉                            | 大我「三彝訓」 徳龍「僧分教誡三罪録」 龍温「総斥排仏弁」 仰誓・僧純編「妙好人伝」 |
| 57   | 近世仏教の思想                                 | 1973年6月  | 藤井学                              | 日奥「宗義制法論」 伝日典「妙正物語」 伝日遠「千代見草」 |
| 58   | 民衆運動の思想                                 | 1970年7月  | 森嘉兵衛                            | 三浦命助「露顕状」「獄中記」 |
| 58   | 民衆運動の思想                                 | 1970年7月  | 庄司吉之助                          | 菅野八郎「あめの夜の夢咄し」「百姓生活と八郎の意見」「小児早道案内」「八老十カ条」「慶応二年百姓一揆指導説に対する意見」「代官・名主の不正指摘と八郎赦免願い」「八老独年代記」 |
| 58   | 民衆運動の思想                                 | 1970年7月  | 瀬谷義彦                            | 宝永水府太平記 |
| 58   | 民衆運動の思想                                 | 1970年7月  | 長光徳和                            | 美国四民乱放記 |
| 58   | 民衆運動の思想                                 | 1970年7月  | 森田雄一                            | 狐塚千本鎗 秩父領飢渇一揆 |
| 58   | 民衆運動の思想                                 | 1970年7月  | 高橋磌一 塚本学                     | 鴨の騒立 |
| 58   | 民衆運動の思想                                 | 1970年7月  | 庄司吉之助                          | 奥州信夫郡伊達郡之御百姓衆一揆之次第 |
| 58   | 民衆運動の思想                                 | 1970年7月  | 安丸良夫                            | 浮世の有さま 御蔭耳目 慶応伊勢御影見聞諸国不思儀之扣 |
| 59   | 近世町人思想                                   | 1975年11月 | 中村幸彦                            | 「長者教」 寒河正親「子孫鑑」 西川如見「町人嚢」 三井高房「町人考見録」 常盤潭北「百姓分量記」 伊藤単朴「教訓雑長持」 室鳩巣「六諭衍義大意」 家訓 |
| 60   | 近世色道論                                     | 1976年8月  | 野間光辰                            | 心友記 ぬれほとけ たきつけ草・もえくゐ・けしすみ 色道小鏡 艶道通鑑 |
| 61   | 近世芸道論                                     | 1972年1月  | 西山松之助                          | 南坊宗啓「南方録」 池坊専好「立花図屏風」 河井道玄「立花大全」 「抛入花伝書」 池三位丸「香之書」 |
| 61   | 近世芸道論                                     | 1972年1月  | 渡辺一郎                            | 柳生宗矩「兵法家伝書」 柳生宗厳「新陰流兵法目録事」 宮本武蔵「五輪書」「兵法三十五箇条」 |
| 61   | 近世芸道論                                     | 1972年1月  | 郡司正勝                            | 宇治加賀掾「竹子集（序）」 竹本義太夫「貞享四年義太夫段物集（序）」 順四軒「音曲口伝書」 市川団十郎「老のたのしみ抄」 近仁斎薪翁「古今役者論語魁」 入我亭我入「作者式法戯財録」 |
| 62   | 近世科学思想（上）                             | 1971年8月  | 古島敏雄                            | 「百姓伝記抄」 宮崎安貞「農業全書 抄」 大蔵永常「綿圃要務」 田村二左衛門吉茂「農業自得 抄」 中村直三「伊勢錦」 中村直三「ちわら早稲」 中村直三「稲種選択法」 中村直三「稲田収量実験表」 前島兵左衛門「前島家農事日記」 |
| 62   | 近世科学思想（上）                             | 1971年8月  | 安芸皎一                            | 「御本丸様書上」 「御普請一件」 「丑春川除御普請御仕様帳」 「未之川除御普請御仕様帳」 「丑之春御普請御仕様帳」 「戌秋追急水留御普請出来形帳」 「川通御普請所御願付留帳」 「龍王村地内御普請仕末書」 |
| 63   | 近世科学思想（下）                             | 1972年5月  | 広瀬秀雄                            | 小林謙貞「二儀略説」 間重富・高橋至時「星学手簡（抄）」 |
| 63   | 近世科学思想（下）                             | 1972年5月  | 中山茂                              | 渋川春海「天文瓊統 巻之一」 |
| 63   | 近世科学思想（下）                             | 1972年5月  | 大塚敬節                            | 吉益東洞「薬徴」 吉益東洞「医事或問」 後藤艮山「師説筆記」 |
| 64   | 洋学（上）                                     | 1972年6月  | 松村明                              | 青木昆陽「和蘭話訳」「和蘭文訳」「和蘭文字略考」 前野良沢「和蘭訳文略」「和蘭訳筌」 大槻玄沢「蘭学階梯」「蘭訳梯航」 |
| 64   | 洋学（上）                                     | 1972年6月  | 佐藤昌介                            | 前野良沢「管蠡秘言」 杉田玄白「狂医之言」「形影夜話」「野叟独語」 大槻玄沢「捕影問答」 |
| 64   | 洋学（上）                                     | 1972年6月  | 松村明 酒井シヅ                     | 杉田玄白「和蘭医事問答」 |
| 64   | 洋学（上）                                     | 1972年6月  | 沼田次郎 広瀬秀雄                   | 司馬江漢「和蘭天説」（注） |
| 64   | 洋学（上）                                     | 1972年6月  | 沼田次郎                            | 司馬江漢「西洋画談」「和蘭通舶」 |
| 65   | 洋学（下）                                     | 1976年11月 | 中山茂 吉田忠                       | 志筑忠雄「求力法論」 |
| 65   | 洋学（下）                                     | 1976年11月 | 広瀬秀雄                            | 吉雄南皐「理学入式遠西観象図説」 |
| 65   | 洋学（下）                                     | 1976年11月 | 中山茂                              | 高橋至時「ラランデ暦書管見（抄）」 |
| 65   | 洋学（下）                                     | 1976年11月 | 小川鼎三 酒井シヅ                   | クルムス、杉田玄白ほか「解体新書」 馬場佐十郎「遁花秘訣」 |
| 66   | 西洋見聞集                                     | 1974年12月 | 沼田次郎                            | 虫左太夫「航米日録」 |
| 66   | 西洋見聞集                                     | 1974年12月 | 君塚進                              | 柴田剛中「仏英行」 |
| 66   | 西洋見聞集                                     | 1974年12月 | 松沢弘陽                            | 福田作太郎「英国探索」 |
| 67   | 民衆宗教の思想                                 | 1971年9月  | 村上重良                            | 一尊如来きの「お経様（抄）」 黒住教（黒住宗忠）日々家内心得の事 黒住教教書歌集（附録） 伝歌集 黒住教教書文集 道の部 天理教（中山みき） みかぐらうた おふでさき おさしづ（抄） 金光教（金光大神） 金光大神覚 金光大神理解（抄） |
| 67   | 民衆宗教の思想                                 | 1971年9月  | 安丸良夫                            | 富士講（伊藤堅吉）三十一日の御巻 角行藤仏[外字クウ]記（御大行の巻） 御身抜 丸山教（伊藤六郎兵衛） おしらべ（教祖親蹟御法）（抄） |